# Christine Nordhagen
Christine Nordhagen (Valhalla Centre, 26 de junio de 1971) es una deportista canadiense que compitió en lucha libre. Ganó 8 medallas en el Campeonato Mundial de Lucha entre los años 1993 y 2001.
Participó en dos Juegos Olímpicos de Atenas 2004, ocupando el quinto lugar en la categoría de 62 kg.

## Palmarés internacional
| Campeonato Mundial | Campeonato Mundial         | Campeonato Mundial | Campeonato Mundial |
| Año                | Lugar                      | Medalla            | Categoría          |
| ------------------ | -------------------------- | ------------------ | ------------------ |
| 1993               | Stavern (Noruega)          | Medalla de plata   | 70 kg              |
| 1994               | Sofía (Bulgaria)           | Medalla de oro     | 70 kg              |
| 1996               | Sofía (Bulgaria)           | Medalla de oro     | 70 kg              |
| 1997               | Clermont-Ferrand (Francia) | Medalla de oro     | 68 kg              |
| 1998               | Poznań (Polonia)           | Medalla de oro     | 68 kg              |
| 1999               | Boden (Suecia)             | Medalla de bronce  | 75 kg              |
| 2000               | Sofía (Bulgaria)           | Medalla de oro     | 75 kg              |
| 2001               | Sofía (Bulgaria)           | Medalla de oro     | 68 kg              |